# Пачкув
Пачкув (пол. Paczków, нем. Patschkau) — город в Польше, входит в Опольское воеводство, Нысский повят. Имеет статус городско-сельской гмины. Занимает площадь 6,6 км². Население — 8226 человек (на 2004 год).

## История
Был официально основан 8 марта 1254 года епископом Вроцлава Томашем I. Он был размещён рядом с древней деревне Пачкув, и в дальнейшем название села было изменено на Старый Пачкув. Пачкув быстро вырос, став не только торговым городом, но и крепостью, охраняя юго-западные границы могучего церковного княжества Ныса.
Он получил так называемые фламандские права, основанные на Магдебургском праве. Новый город получил ряд привилегий, таких как право варить пиво, и его ранние жители были в основном мастера, такие как пекари, мясники и сапожники.
В конце средневековья и в последующие периоды Пачкув разделил общую бурную судьбы других городов Силезии, с частыми бедствиями, такими, как голод (1325), наводнения (1333, 1501, 1539, 1560, 1598, 1602), пожары (1565, 1634), а также эпидемий — Чёрная смерть (1349) и холера (1603—1607, 1633). Пачкув также пострадал во время гуситских войн, когда он был захвачен гуситами 17 марта 1428 года.
Период религиозных войн не закончился до конца XV века, и только тогда Пачкув начинает процветать снова. При финансовой поддержке епископов Ныса были построены новые фортификационные сооружения, со стенами и башнями. В 1526 году Пачкув, вместе со всей Силезией, был передан австрийской династии Габсбургов (см. также силезские Пясты).
XVI век был лучшим периодом в истории города. Это был крупный центр торговли, с несколькими производителями текстиля. Конец процветания пришёл во время Тридцатилетней войны, когда воюющие армии уничтожили Пачкув и прилегающие районы.
В 1742 году, после силезских войн, Пачкув был присоединён к Пруссии (см. также австрийская Силезия), и он впоследствии стал частью Германской империи. Город, известный как Патшкау (Patschkau), остаётся в пределах границ Германии до 1945 года, когда после Потсдамской конференции, он был передан польской администрации, и переименован в прежнее, польское имя. Его немецкое население было в значительной степени эвакуировано и заменено на поляков, большинство из которых прибыли из нынешней Западной Украины.

## Фотографии

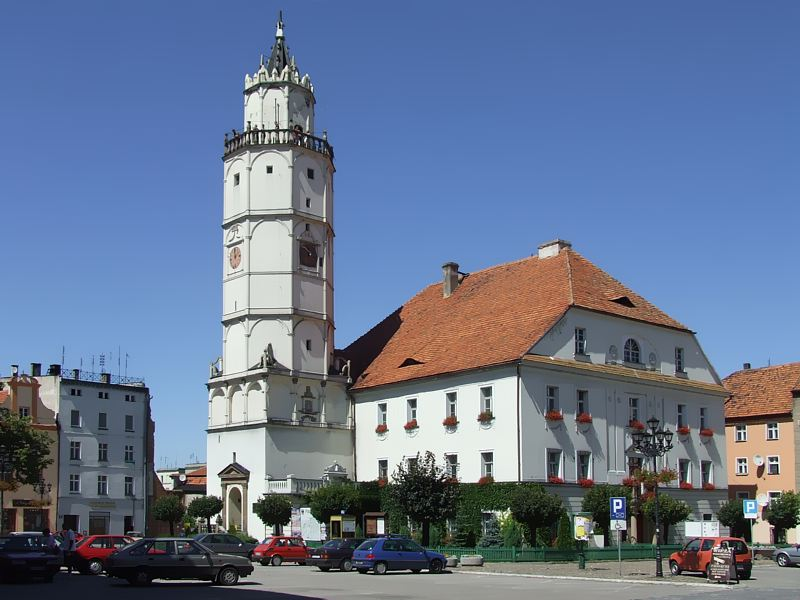
Рынок
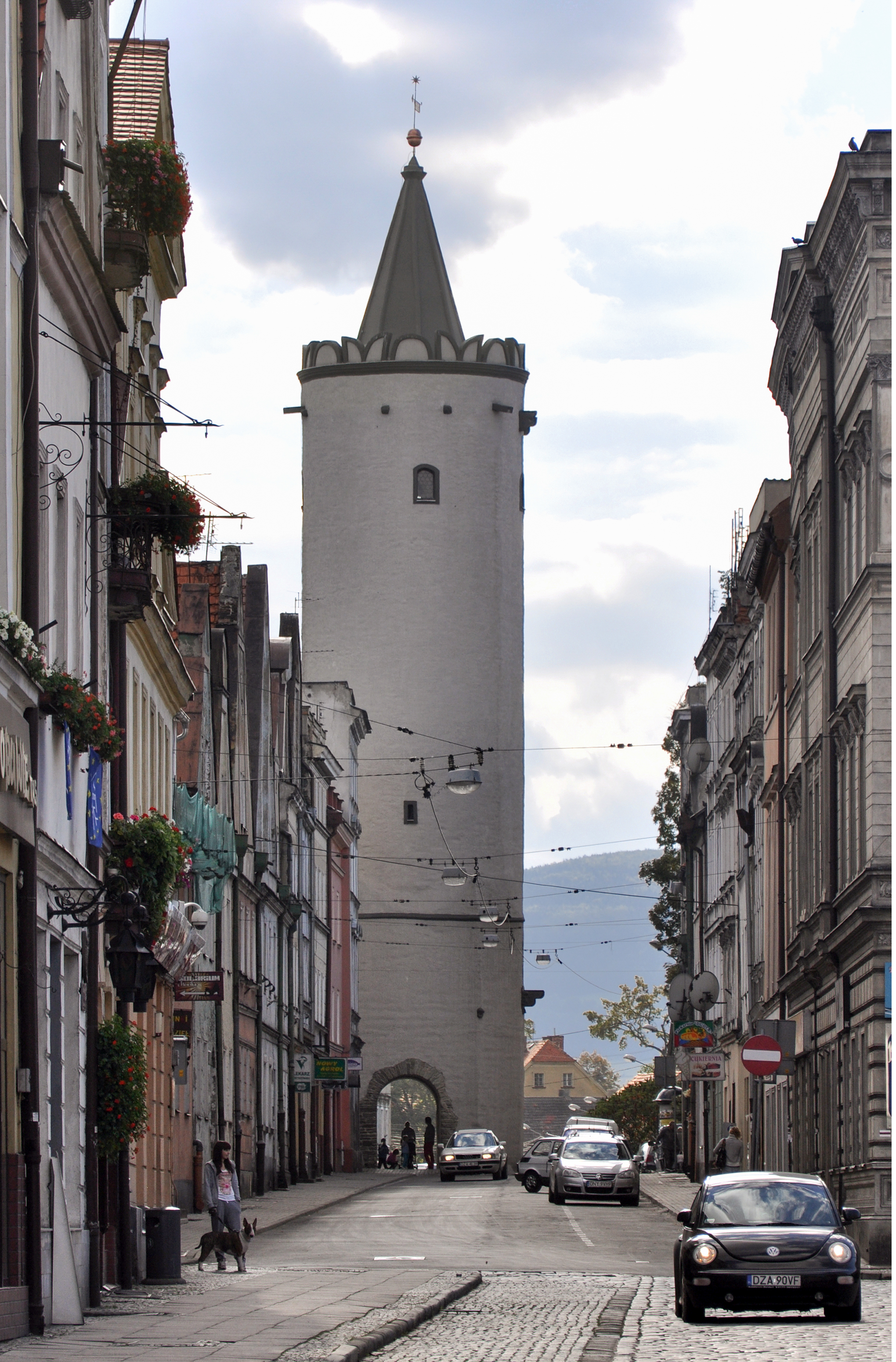
Башня и улица
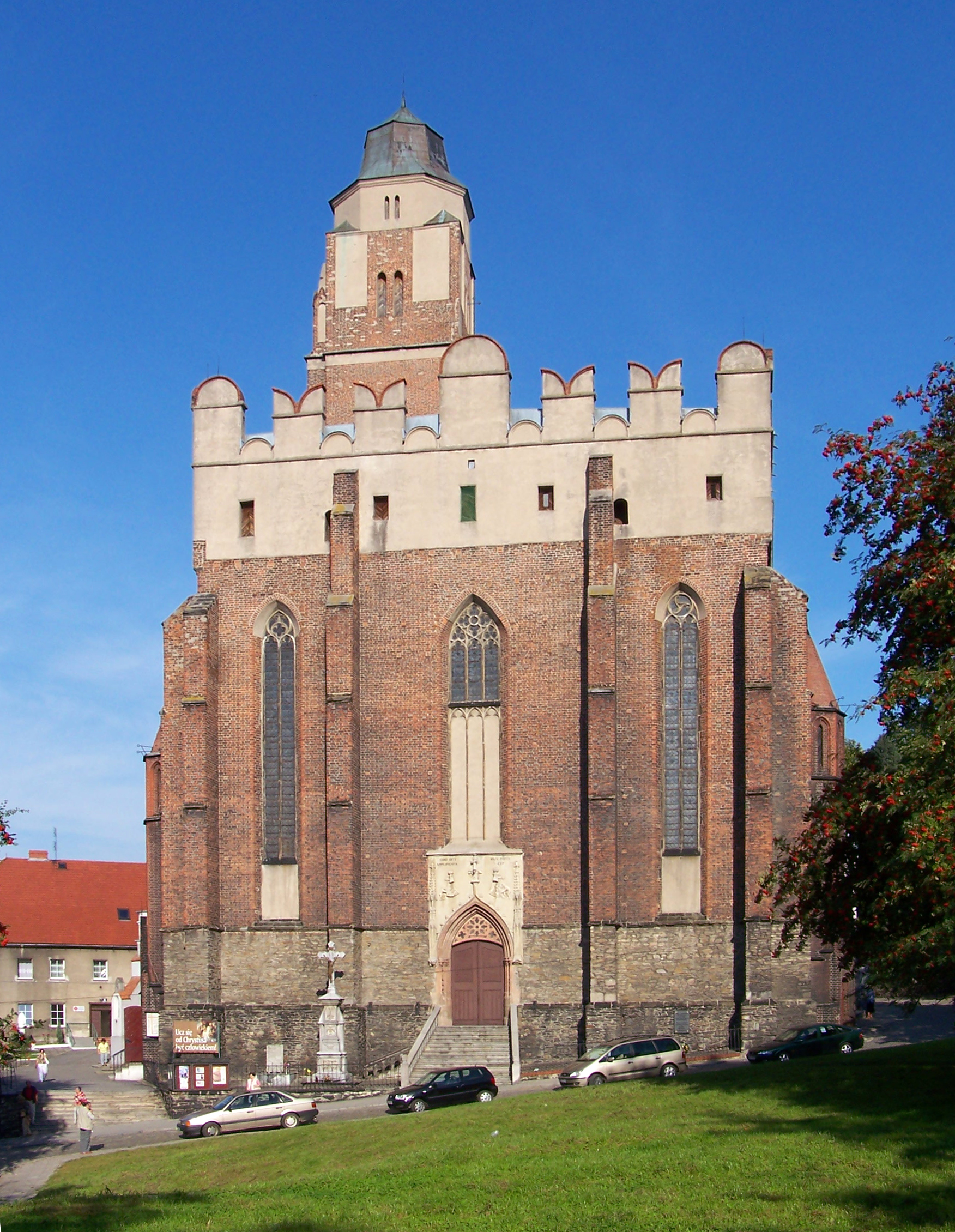
Костёл
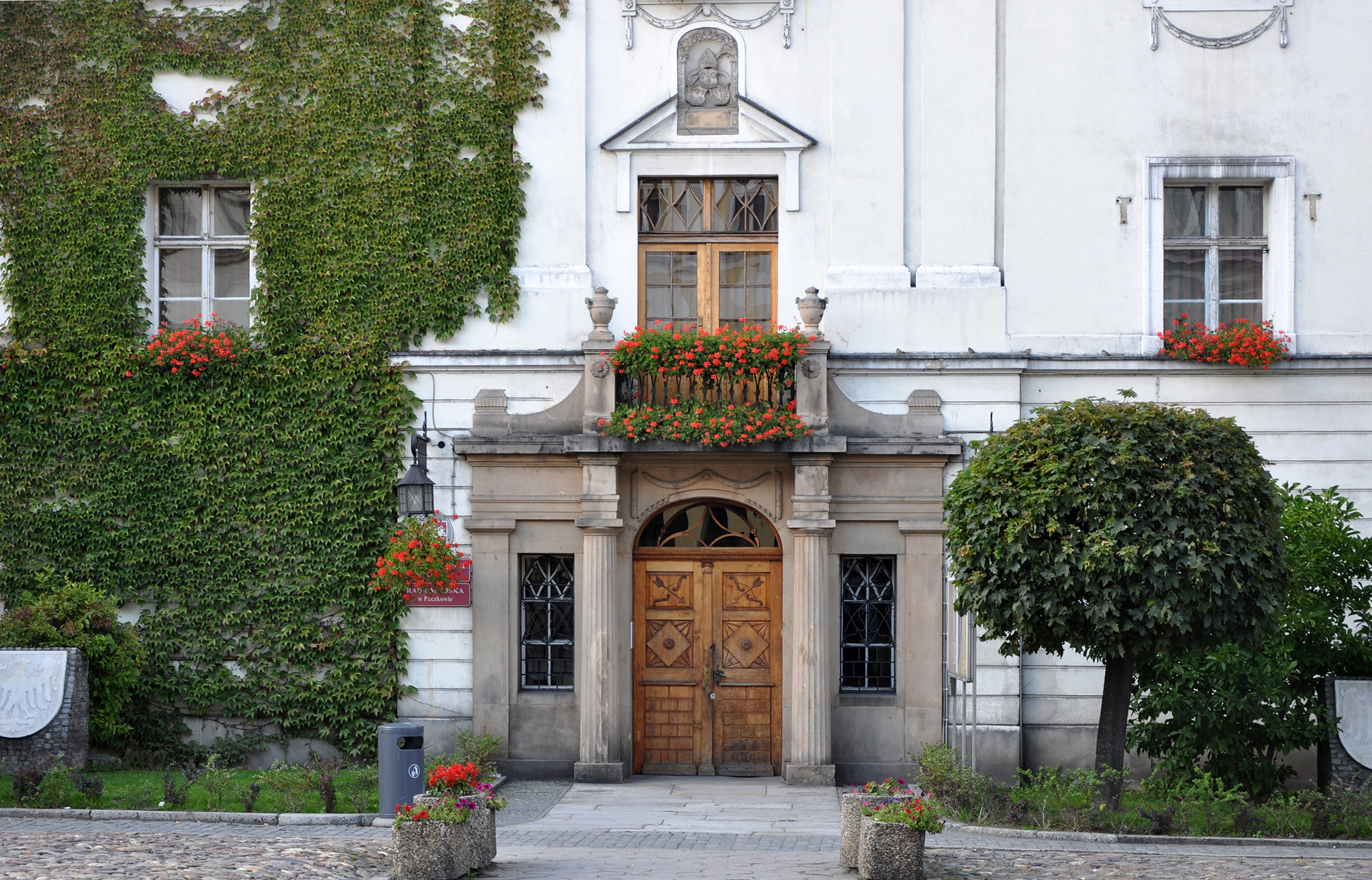
Ратуша
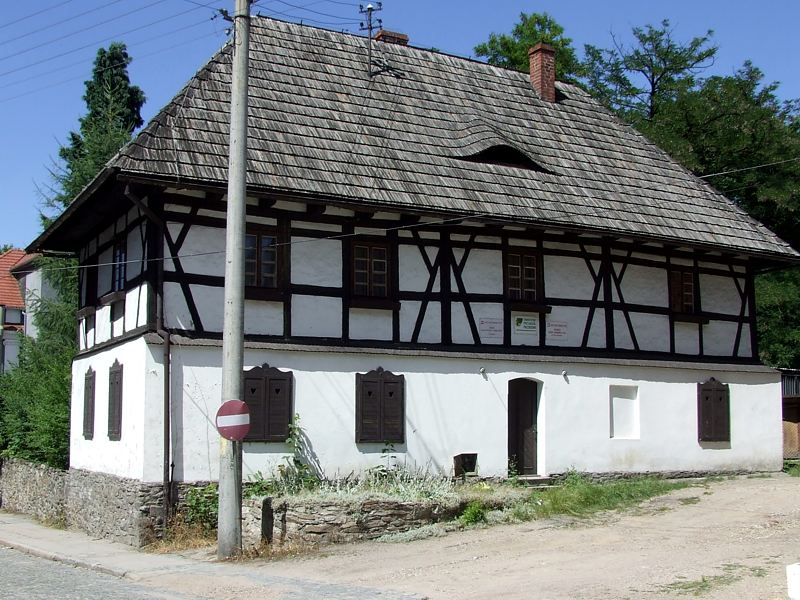
Старый фахверковый дом
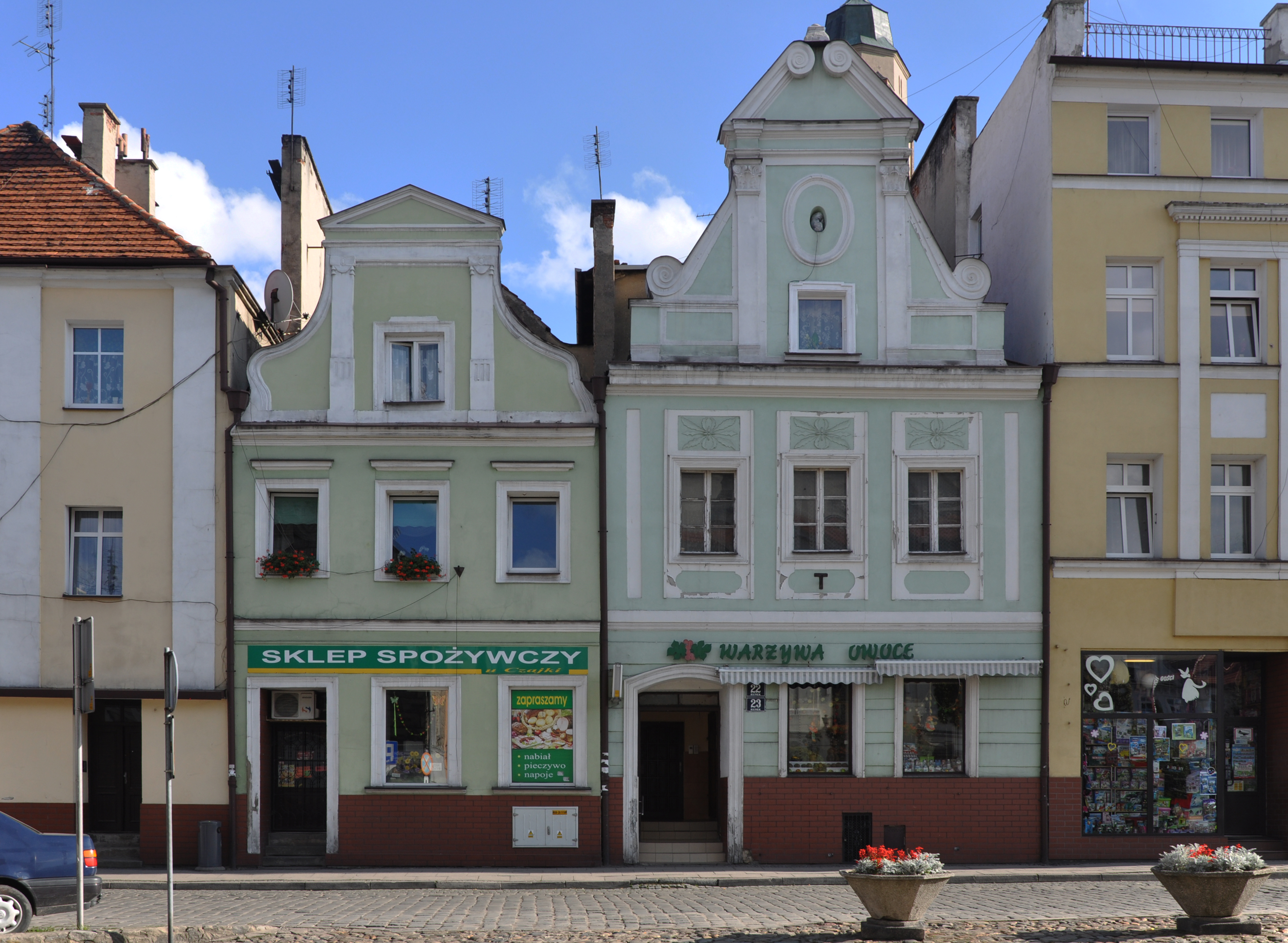
Старые городские дома
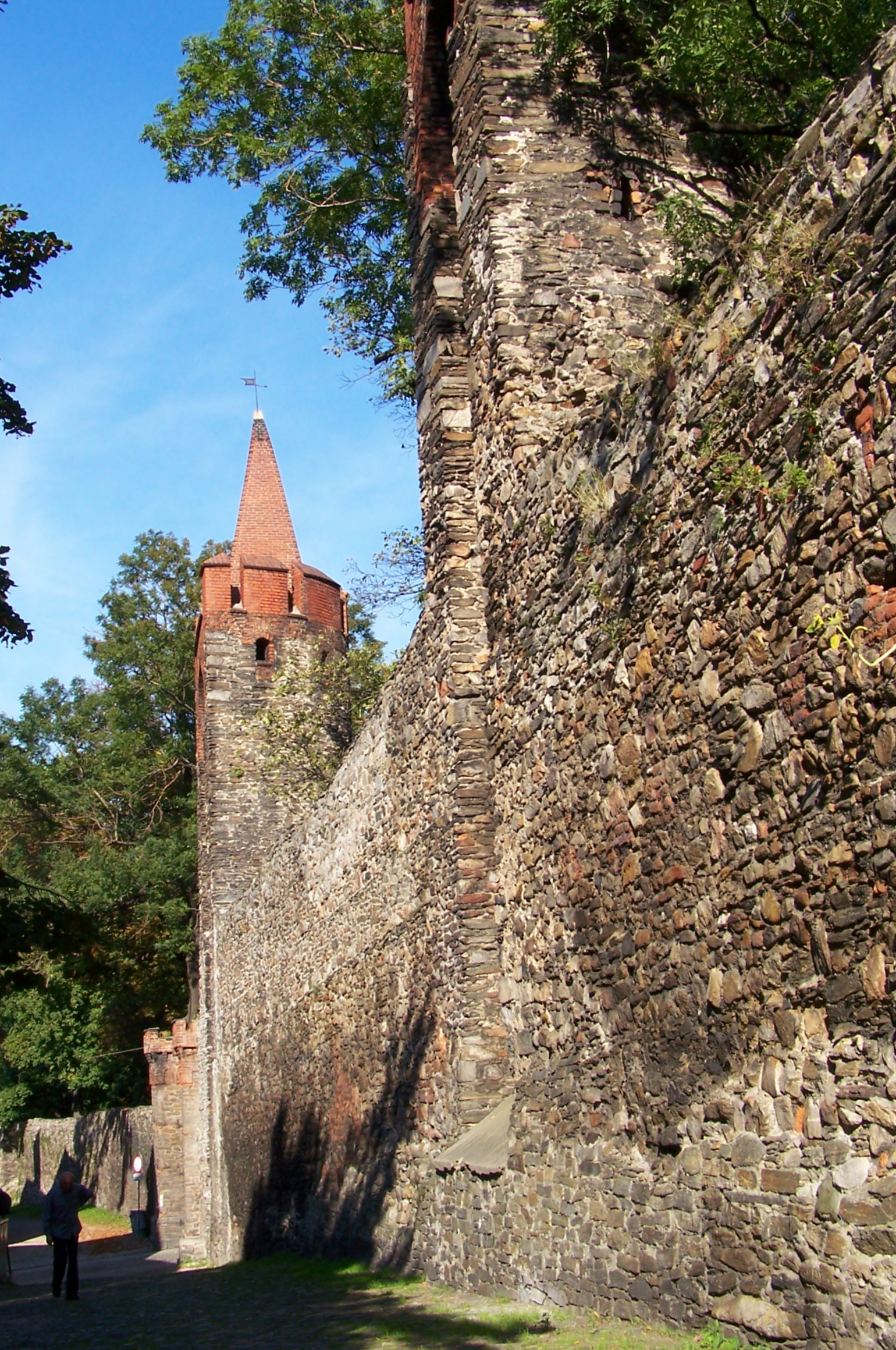
Оборонная стена
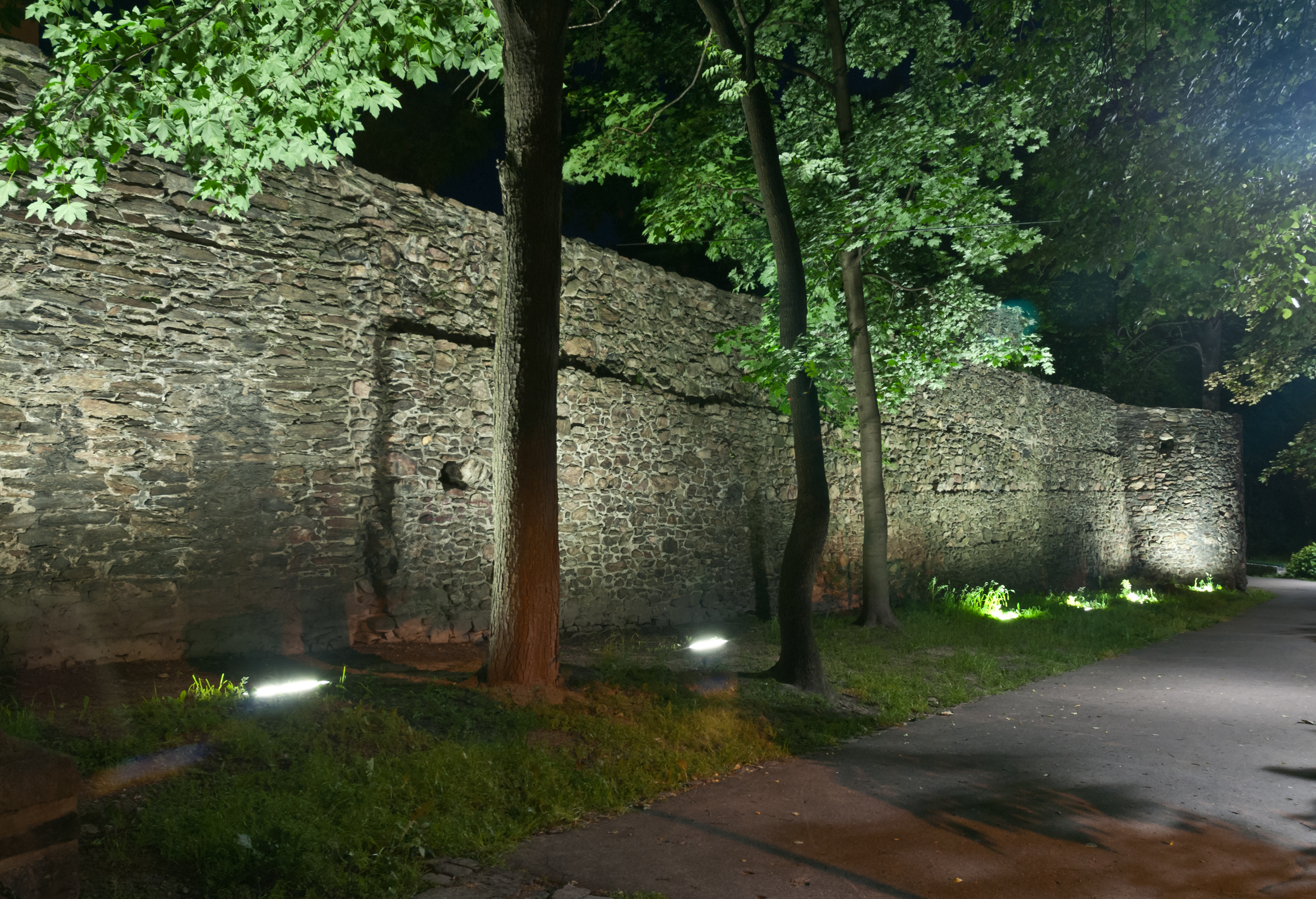
Оборонная стена ночью
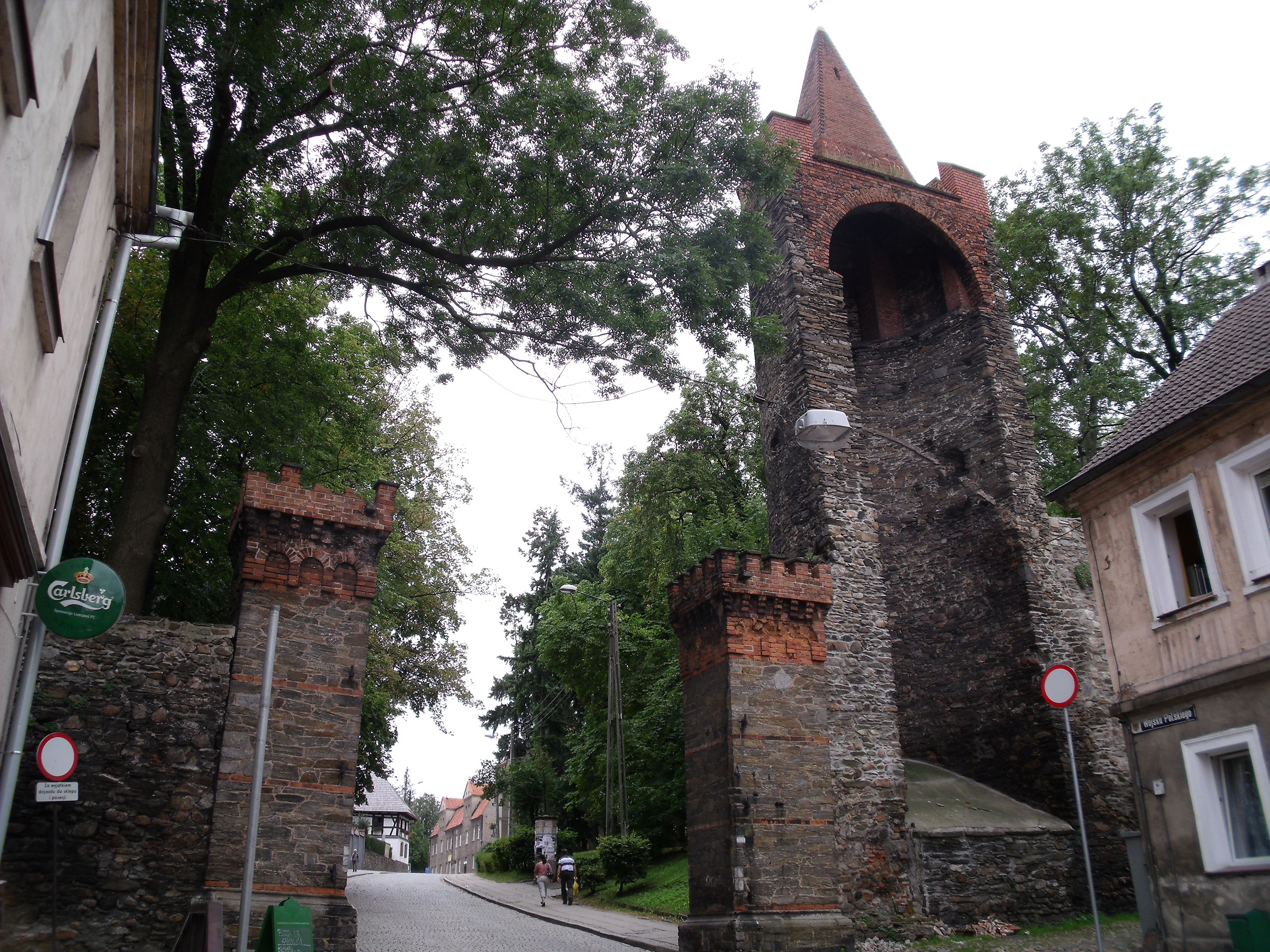
Ворота с башней
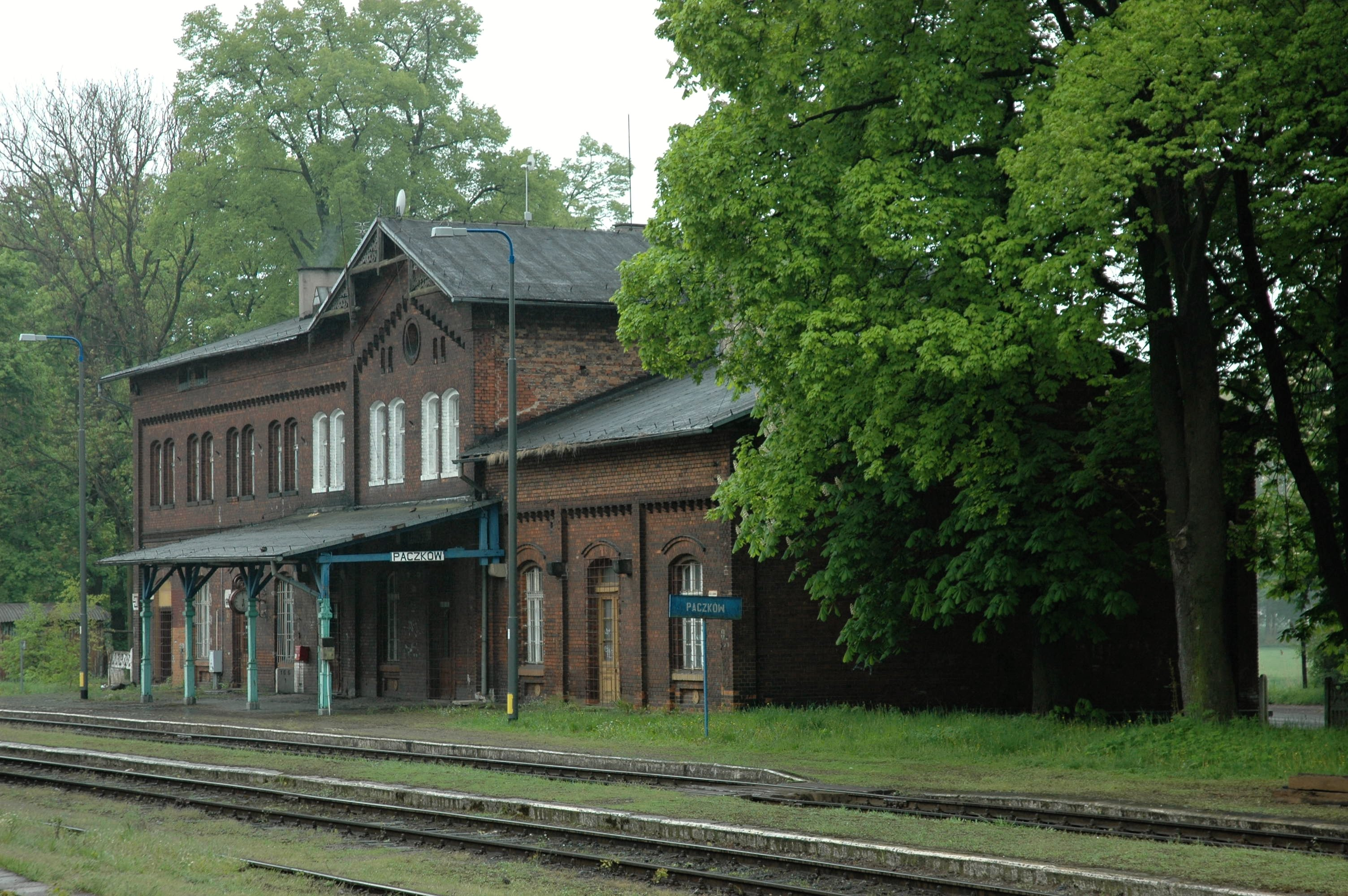
Железнодорожная станция